# LINO LEIA
LINO LEIA（リノ レイア）は、日本の女性歌手。シンガーソングライター・音楽プロデューサー、マルチクリエイター、ラジオパーソナリティ。兵庫県出身。梶浦由記のソロプロジェクトFictionJunctionでは歌姫の1人としても活動している。所属事務所は（株）HIGHWAY STAR、2024年4月より業務提携。血液型はB型。

## 経歴
2014年10月にKiss FM KOBEにてパーソナリティを担当したアーティスト冠番組「LINO LEIAプロジェクト〜もしも現役大学生アーティストがメジャーデビューするとしたら〜」のスタートを機に1stフルアルバム『CALLING』（2015年リリース）にて全国CDデビュー。
番組内での作曲コーナーやスタジオライブコーナーでの日本人離れした実力派の歌唱力が注目されると共に、ユーモア溢れる高いトーク力が評価され、2016年からはラジオパーソナリティとして声の仕事も音楽活動の並行して本格的にスタートさせる。
2022 年に開催された「梶浦由記/FictionJunction 参加ボーカリストオーディション」にて多数の候補者の中から新歌姫に抜擢され、同年8月11日、12日、中野サンプラザホールで行われた梶浦由記のツアー「Yuki Kajiura LIVE vol.#17～PARADE～」（YKL17）追加公演にゲスト出演。
音楽ユニットTEXTURE of INSIDE名義、ソロ名義でのデジタルシングルリリースを経て、2022年8月に2ndフルアルバム『OPUS ONE』を発表。iTunes音楽チャートにおいて、ルーマニアにて総合トップアルバムランキング3位、トルコにてJ-Popトップアルバムランキング5位を獲得。
2023年4月にリリースされた梶浦由記/FictionJunctionのニューアルバム『PARADE』に『八月のオルガン feat. LINO LEIA』にて歌唱参加。
2023年7月より開催の「30th Anniversary Yuki Kajiura LIVE vol.#18 〜The PARADE goes on〜」国内全公演、及びアジアツアー全公演参加、次年度以降もツアーへレギュラー参加。
2023年8月に自身初となるミニアルバム『YOUTH』を発表。
同年12月8日、9日に日本武道館にて開催の「30th Anniversary Yuki Kajiura LIVE vol.#19「Kaji Fes. 2023」への両日出演。
テレビアニメ「鬼滅の刃」刀鍛冶の里編、劇伴コボーカルを担当、初の劇伴参加となる。
2024年4月より（株）HIGHWAY STARとの業務提携を発表。
同年9月よりHS RECORDSより配信シングルを連続デジタルリリースをスタート。
同じく9月よりオリジナルポッドキャスト番組『LEIA の「最近どない？」RADIO』をスタート。
2024年9月に横浜BUNTAIにて開催の「Fate/stay night」20周年記念「Fate/stay night [Unlimited Blade Works]」コンサートにてシークレットゲストとして出演、『ring your bell』を歌唱。
2025年の『Yuki Kajiura LIVE vol.#21～60 Song〜』ツアー全日レギュラー歌姫参加に加え、東京・オーチャードホールにて開催のSoundtrack Special公演（8/11分）でのゲスト歌姫に抜擢される。
2025年3月リリースのゲーム、TVアニメ「魔法少女まどか☆マギカ」の世界を3Dで完全再現したADV『魔法少女まどか☆マギカ Magia Exedra(まどドラ)』主題歌『lighthouse』を FictionJunction feat.LINO LEIAとして歌唱担当。

## 人物
父の影響で幼少期より自宅でレコーディングなどが可能な環境にあり、音楽に傾倒。高校生の頃より本格的にシンガーとして音楽活動を始める。音楽ルーツは80ｓの洋楽やワーシップソングなどにあるが、初めて行ったコンサートはモーニング娘。で、子供の頃はモーニング娘。に入りたかったと「Yuki Kajiura LIVE vol.#17～PARADE～（中野サンプラザ）」出演時のMCでコメントしている。作詞、作曲、編曲など、DTMとピアノを駆使してマルチに音楽制作をこなす。
幼少期からクラシックバレエをはじめ、ヒップホップ、ジャズなど様々なジャンルのダンスに取り組み、将来はダンサーの道に進むと思っていたほど力を入れて活動していた。自身のミュージックビデオや他のアーティストのミュージックビデオでの振り付けを担当する他、Yuki Kajiura LIVEなどでも高いクオリティのダンスパフォーマンスを披露している。
特に強く影響を受けたアーティストとしてDavid Foster、Celine Dion、TOTO、Secret Garden、Maria Isabel、Dirty Loops、Hillsong Worship、Enyaなどを上げている他、Bring Me The Horizon、Amaranthe、EUROPEなどハードコアロックや幼少期から洋楽ヒップホップも好んで聴いてきたなど、ジャンルや国籍問わず幅広く楽しむ音楽リスナーであると公言している。
ミュージックビデオなどの映像制作や衣装デザイン、イラスト制作なども自身でこなすなど、マルチクリエイターとしての一面も持つ。
話し声の特性から、ラジオでは出演初期時から声優が担当する番組なのではと、新規リスナーから度々間違えられている。
Kiss FM KOBEにて担当していた音楽番組「PRIME HITS KOBE」では、May.J、セックスピストルズのグレン・マトロック、Alexandra Stan、くるり、THE　YELLOW MONKEYの廣瀬洋一、Diggy-MO'、映画監督の本木克英、俳優の中島健人、芳根京子をはじめ、様々な出演者とのトーク・インタビューコーナーを担当した。
高い英語力を持ち、兵庫県西播磨県民局公式のインバウンド向けプロモーション動画などではタレントとして出演し、流暢な英会話を披露している。幼少期よりハワイに度々訪れており、アーティスト名のLINO LEIAは第二の故郷であるハワイにちなんでハワイ語からとったものであり、意味は「輝く天使」。
出身は加古川東高校、神戸大学。学生時代のバイトとして塾講師・家庭教師などの経験もある。
読書やドライブが趣味で、Kiss FM KOBEにて輸入車紹介番組のオファーを引き受けたことをきっかけに、短期で運転免許を取得するため、独学にて飛び込み一発試験に挑戦し、筆記1回、仮免2回、本免1発合格の成績で突破するなどワイルドな一面もみられる(成績は本人Twitterより)。
好きな食べ物はエビ、納豆、米、グミなど。

## 作品

### 配信シングル
- Whisper In The Night（2016年）
- SHAKE（2021年）
- UTA WO UTAOU（2023年）
- EVERGREEN（2023年）※関西福祉大学への描き下ろしタイアップソング[8]
- sanctuary（2024年9月/HIGHWAY STAR業務提携後初リリース作品）
- SAUDADE [ｻｳﾀﾞｰﾃﾞ]（2024年11月）
- コトバサガシ（2025年1月）
- Ring-a-Ring-a-Ring [ﾘﾝｶﾞﾘﾝｶﾞﾘﾝ]（2025年3月）

### アルバム
- CALLING（2015年）
- OPUS ONE（2022年）
- YOUTH（2023年）

### 参加作品
- FictionJunction 「PARADE」(2023)  - 8月のオルガン feat.LINO LEIA
- 「Fate/stay night」20周年記念「Fate/stay night [Unlimited Blade Works]」コンサートアルバム収録、M13『ring your bell』
- 「鬼滅の刃」刀鍛冶の里編 オリジナルサウンドトラック
- FictionJunction feat. LINO LEIA「lighthouse」（2025）

## 出演

### ラジオ
- じもラジ（BAN-BANラジオ）［2023年8月現在、毎週木曜日16:00〜19:00レギュラー出演中］
- PRIME HITS KOBE（Kiss FM KOBE）[レギュラー出演]
- 4 SEASONS（Kiss FM KOBE）[ゲスト出演]
- シャカリキ（Kiss FM KOBE）[ゲスト出演]
- 週明けクマチャンネル（ラジオ関西 / ワタナベフラワー - クマガイタツロウ）[ゲスト出演]
- T’s CLUB Feel Like Gallery（Kiss FM KOBE）［2023年8月現在レギュラー出演中］
- BRAND NEW HOT SHOT（BAYFM）[ゲスト出演]
- Kiss Music Presenter（Kiss FM KOBE / 藤原岬）[ゲスト出演]
- Kiss&Ride（FMヨコハマ / 高橋茉奈,小林大河）[ゲスト出演]
- 押尾コータローの押しても弾いても（MBSラジオ / 押尾コータロー,南かおり）[ゲスト出演]
- MUSIC BLOOM（J-WAVE / Chelmico - Rachel, Shin Sakiura）[楽曲紹介]
- SHIBUYAコネクション（渋谷のラジオ / kiro）[ゲスト出演]

### ライブ・フェス
- COMMIN’ KOBE15
- COMMIN' KOBE16
- KAKOGAWA MUSIC FES 2022
- 「Yuki Kajiura LIVE vol.#17～PARADE～」
- 「30th Anniversary Yuki Kajiura LIVE vol.#18 〜The PARADE goes on〜」国内〜アジアツアー全編
- 30th Anniversary Yuki Kajiura LIVE vol.#19 –Kaji Fes.2023 @日本武道館
- Yuki Kajiura LIVE vol.# 20～日本語封印20th Special～ 国内ツアー全編
- HIGHWAY STAR PARTY 2024（LINE CUBE SHIBUYA）
- 「Fate/stay night」20周年記念「Fate/stay night [Unlimited Blade Works]」コンサート
- Yuki Kajiura LIVE vol.#20 ～Asia Tour 20th Special SETLIST～
- KAKOGAWA MUSIC FES 2025
- Yuki Kajiura LIVE vol.#21～60 Song〜（8/11Soundtrack Special公演含む）